# کریس پولند
کریس پولند (انگلیسی: Chris Poland؛ زادهٔ ۱ دسامبر ۱۹۵۷) موسیقی‌دان و آهنگساز اهل ایالات متحده آمریکا است. وی از سال ۱۹۷۷ میلادی تاکنون مشغول فعالیت بوده است.